# Dreamchaser
Dreamchaser è l'undicesimo album in studio della cantante e compositrice inglese Sarah Brightman. Il prodotto è stato pubblicato in Giappone il 16 gennaio 2013 e negli Stati Uniti il 16 aprile 2013.  Questo album è la prima collaborazione della Brightman con il produttore Mike Hedges.
Il primo singolo, Angel, è stato pubblicato sul sito ufficiale di Sarah Brightman, il 26 settembre 2012 e fu poi pubblicato per l'acquisto il 15 ottobre 2012 in Europa ed in Messico. Il secondo singolo, One Day Like This, è una cover del brano degli Elbow ed è stato pubblicato il 19 novembre 2012.
Tutti i brani sono stati prodotti ed arrangiati da Sally Herbert e Mike Hedges e registrati agli Abbey Road Studios (Londra) ed al Westlake Studios (Los Angeles) e masterizzati da Mazen Murad al Metropolis Studios di Londra.
Dreamchaser ha debuttato nella Top 20 in Giappone entrando nella classifica in sedicesima posizione, in quinta posizione nella Billboard Canadian Albums e nella diciassettesima della Billboard 200.

## Tracce
1. "Angel" (Jerry Burns, Sally Herbert) – 5:33
2. "One Day Like This" (Guy Garvey, Mark Potter, Craig Potter, Richard Jupp, Pete Turner) – 6:06
3. "Glosoli"  (Jón Þór Birgisson, Georg Hólm, Kjartan Sveinsson, Orri Páll Dýrason, Chris Difford) – 6:50
4. "Lento E Largo" (Henryk Górecki) – 5:39
5. "B612" (Brightman, Makoto Sakamoto, Yuka Ikushima) – 4:50
6. "Breathe Me" (Sia Furler, Dan Carey) – 4:48
7. "Ave Maria" (Hildegard von Bingen, Sally Herbert, Mike Hedges) – 5:48
8. "Eperdu" (Elizabeth Fraser, Simon Raymonde, Robin Guthrie) – 5:07
9. "A Song of India" (Nikolaj Rimsky-Korsakov) – 3:26
10. "Venus and Mars" (Linda McCartney, Paul McCartney) – 4:26